# Vassar College

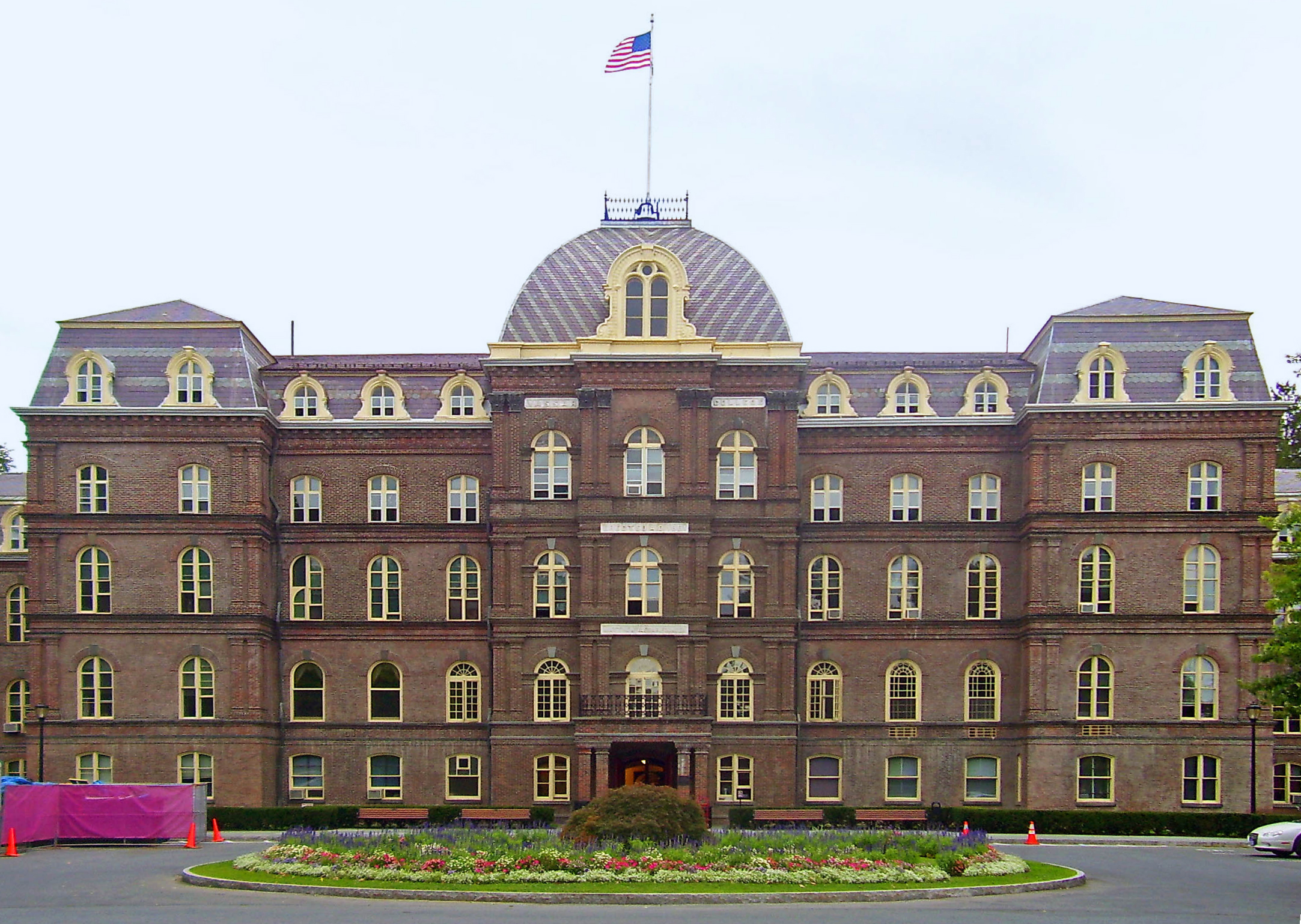
Jeden z gmachów Vassar College

Vassar College – prywatny college sztuk wyzwolonych, początkowo tylko dla kobiet, obecnie koedukacyjny, w Poughkeepsie w stanie Nowy Jork. Wchodzi w skład Siedmiu Sióstr, żeńskiego odpowiednika Ligi Bluszczowej. 400-hektarowy kampus obejmuje ponad 100 budynków, obserwatorium astronomiczne, malownicze ogrody i farmę.

## Historia
W 1861 Matthew Vassar, bogaty browarnik, kupiec i filantrop pochodzenia angielskiego ufundował w Poughkeepsie, małym mieście nad rzeką Hudson, 120 km na północ od Nowego Jorku, szkołę wyższą dla kobiet, Vassar College. Matthew Vassar podzielał przekonanie swej siostrzenicy Lydii Booth, wykładowczyni w żeńskim seminarium, że kobiety powinny mieć taki sam dostęp do wiedzy, jak mężczyźni. Uważał też, że kobietom potrzeba nie tylko nauczycieli, ale i nauczycielek, które – poza wiedzą – mogłyby przekazywać uczennicom także nowe wzorce kobiecości.
26 września 1865 Vassar uroczyście przywitał grupę 353 studentek, obiecując im wykształcenie na poziomie porównywalnym z najlepszymi uczelniami męskimi tamtych czasów. College oferował kursy z zakresu historii sztuki, geologii, astronomii, muzyki, matematyki i chemii prowadzone przez czołowych specjalistów w tych dziedzinach, m.in. Fredericka Louisa Rittera, jednego z pierwszych amerykańskich historyków muzyki; Marię Mitchell, znakomitą wykładowczynię astronomii, pierwszą kobietę przyjętą do Amerykańskiej Akademii Sztuk i Nauk; Lucy Maynard Salmon, profesorkę historii, której innowacyjna metoda nauczania polegała na studiowaniu oryginalnych materiałów źródłowych.
Matthew Vassar wierzył, że sztuka ma olbrzymią wartość w kształtowaniu człowieka. Vassar College był pierwszą uczelnią w kraju, która posiadała własną kolekcję muzealną i dydaktyczną. Galeria sztuki przy Vassar College powstała wcześniej niż Metropolitan Museum of Art i Muzeum Sztuk Pięknych w Bostonie, założone w 1870 roku.
Dziś kolekcja uczelni obejmuje prace europejskich mistrzów, takich jak Brueghel, Gustave Doré, Picasso, Balthus, Bacon, Vuillard, Cézanne, Braque i Bonnard, a także przykłady twórczości czołowych dwudziestowiecznych amerykańskich malarzy: Jackson Pollock, Agnes Martin, Mark Rothko, Marsden Hartley, Georgia O’Keeffe, Charles Sheeler i Ben Shahn.
Vassar College posiada imponujący księgozbiór, a w nim pierwsze wydania angielskich i amerykańskich dzieł literackich i historycznych, rzadkie mapy i atlasy. Zbiór rękopisów obejmuje średniowieczne iluminowane rękopisy po współczesne rękopisy o znaczeniu literackim i historycznym.
W 1969, po odrzuceniu propozycji połączenia się z Yale, Vassar College przekształcił się w uczelnię koedukacyjną. Obecnie studiuje tu 56% kobiet i 44% mężczyzn. Vassar College uchodzi za jedną z najlepszych szkół wyższych sztuk wyzwolonych w kraju.
Absolwentkami Vassar College są m.in. pisarka Mary McCarthy, poetka Elizabeth Bishop, poetka Edna St. Vincent Millay, astrofizyczka Vera Rubin, pionierka informatyki Grace Hopper, aktorka Meryl Streep.
Do Vassar uczęszczały, ale studiów nie ukończyły Jacqueline Kennedy i Jane Fonda.